# Краљица Марго (филм)
Краљица Марго је француски филм из 1994. заснован на истоименом историјском роману Александра Диме. Филм је режирао Патрис Шеро. Филм је у САД зарадио 2.017.346 долара, док је у Њемачкој продато 260.000 карата, а у Аргентини 530.800. Музику за филм написао је Горан Бреговић.

## Синопсис
Изабел Ађани глуми Маргарету од Валоа, познату као краљица Марго, кћерку француске краљице Катарине Медичи (Вирна Лизи). Филм обрађује догађаје непосредно пре, за време и после Вартоломејске ноћи, покоља хугенота који су дошли на венчање Марго и хугенотског принца Анрија Бурбонског (касније француског краља, Анрија IV).
Филм је базиран на значајном моменту француске историје из периода позног феудализма; реч је, наиме, о догађајима из августа 1572. године познатих под називом – „Бартоломејска-Вартоломејска ноћ“ или „Париска крвава свадба“. „Париска крвава свадба“ зато што је, по многима, венчање Маргарете од Валоа (сестре Краља Француске и кћерке краљице-мајке Катарине Медичи), која је била католикиња и протестанта-калвинисте (хугенота), Андрија од Бурбона, наварског краља, представљало у ствари први повод за каснију велику трагедију (други повод био је атентат на вођу хугенота, адмирала Колињија).
У току једне ноћи, на светог Бартоломеа-Вартоломеја, само у главном граду Француске немилосрдно је побијено између две и осам хиљада хугенота (прави број никада није утврђен), да би се велики покољ наставио и у другим градовима Француске: Орлеану, Руану, Лиону и Тулузу.
Испричана је увек актуелна прича о борби за престо и територије, о борби у којој су интереси и мржња основни покретачи.

## Улоге
| Глумац        | Улога              |
| ------------- | ------------------ |
| Изабел Ађани  | Маргарета од Валоа |
| Данијел Отеј  | Анри од Наваре     |
| Вирна Лизи    | Катарина Медичи    |
| Винсент Перез | Ла Моле            |
| Жан-Иг Англад | Шарл IX            |
| Азија Арђенто | Шарлот де Саве     |
| Доминик Блан  | Хенријета од Клева |